# Лавриця
Лавриця (словен. Lavrica) — поселення в общині Шкофліца, Осреднєсловенський регіон, Словенія. 
Висота над рівнем моря: 308,6 м.